# (5352) Fujita
(5352) Fujita (1989 YN) – planetoida z pasa głównego asteroid okrążająca Słońce w ciągu 3,69 lat w średniej odległości 2,39 j.a. Odkryta 27 grudnia 1989 roku.